# Плоттьер
Плоттьер (исп. Plottier) — город в провинции Неукен в Аргентине.Этот город находится в 15 Км от Неукена. Большинство жителей Плоттьера работают в Неукене. Национальная трасса 22 соединяет Плоттьер с Неукеном.

## Название
Название города происходит от фамилии основателя города, уругвайского врача Альберто Плоттьера, поселившегося здесь в начале двадцатого века.

## Климат
Климат в Плоттьере холодный, это очень ветреная зона.

## История
Старое название города — Колония-Сайгуэче. В 1908 года Альберто Плоттьер купил 13.610 гектар в зоне, это начало истории города. Первое население Плоттьера были крестьянами. История Плоттьера тесно связана с Неукеном.

## Экономика
В Плоттьере выращивают яблоки и груши.
1. ↑  https://masneuquen.com/el-origen-de-la-localidad-de-plottier/
2. ↑  2022 Argentina census